# Покослово
Покослово — деревня в Стародубском муниципальном округе Брянской области.

## География
Находится в южной части Брянской области на расстоянии приблизительно 10 км по прямой на север от районного центра города Стародуб.

## История
Известна с XVII века. В период польского владения Северщиной (1619—1654) собственником деревни был шляхтич Злотый. После войны с поляками небольшое количество жителей деревни записалось в казаки. Основная же часть селян осталась в крестьянском сословии. Казацкое население Покослово в 1723 году составило 7 дворов. К 1781 году количество казаков в деревне уменьшилось до 3 дворов, в XIX веке. В 1859 году здесь (деревня Стародубского уезда Черниговской губернии) было учтено 32 двора, в 1892 — 70. До 2019 года входила в состав Мохоновского сельского поселения, с 2019 по 2021 в состав Запольскохалеевичского сельского поселения Стародубского района до их упразднения.

## Население
Численность населения: 236 человек (1859 год), 504 (1892), 117 человек в 2002 году (русские 100 %), 59 в 2010.